# Liste de camps de réfugiés palestiniens

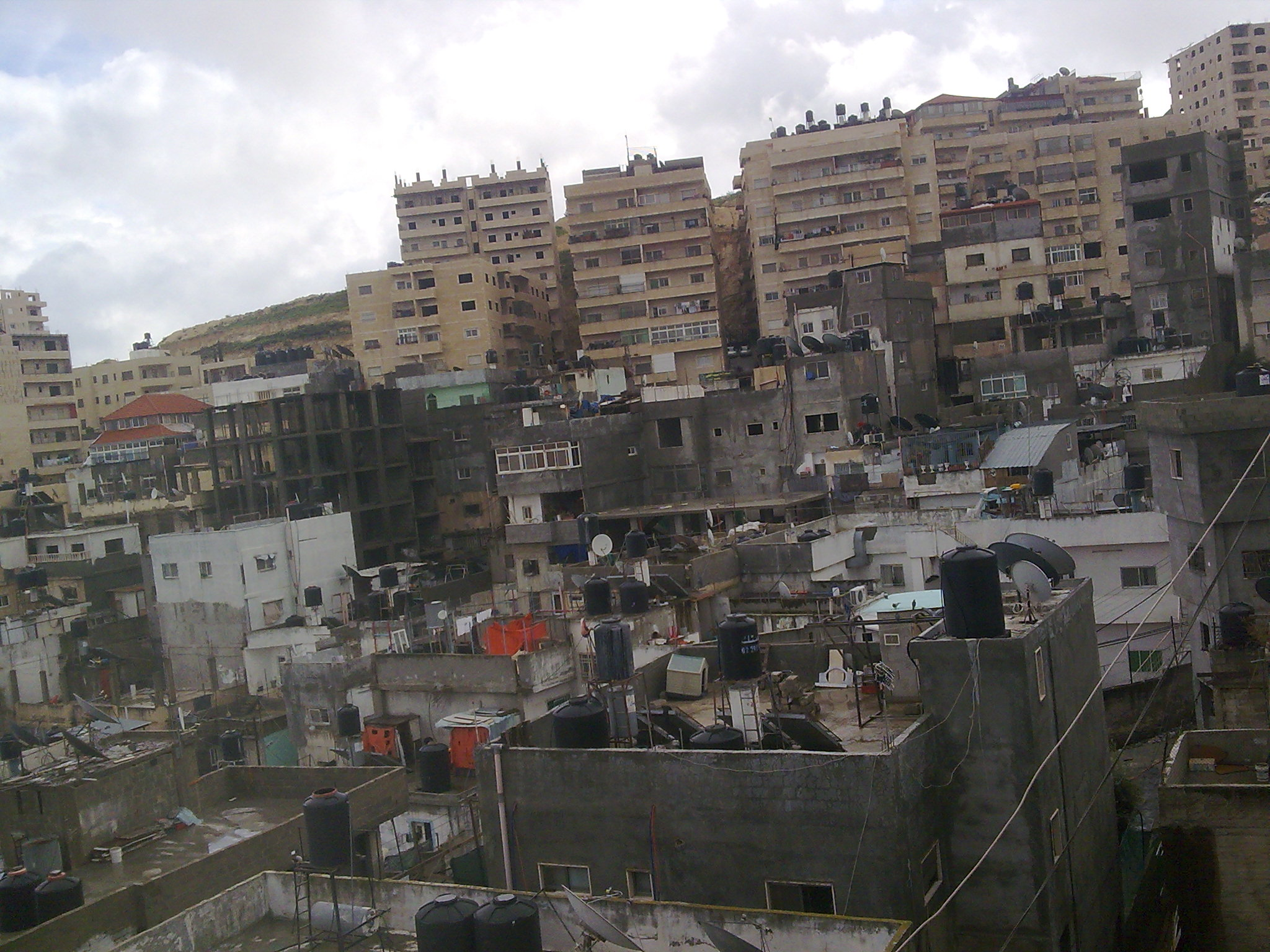
Le camp de Shu'fat, situé dans le quartier de Shuafat, à Jérusalem-Est.

Les camps de réfugiés palestiniens ont été établis après la guerre israélo-arabe de 1948 pour héberger les réfugiés palestiniens qui ont été forcés ou qui ont choisi de quitter la Palestine après la création de l'État d'Israël. La résolution 194 de l'Assemblée générale des Nations unies garantit le droit au retour des Palestiniens qui souhaitent « vivre en paix avec leurs voisins ».
L'Office de secours et de travaux des Nations unies pour les réfugiés de Palestine dans le Proche-Orient (UNRWA) est un programme de l'Organisation des Nations unies, mis en place pour venir en aide aux réfugiés palestiniens dans la Bande de Gaza, en Cisjordanie, en Jordanie, au Liban et en Syrie.
Face à l'enracinement forcé des palestiniens au fil des décennies dans des zones qui, à la base, ne devaient être que temporaires, les camps de réfugiés se sont progressivement bétonnés et sont aujourd'hui devenus des zones urbaines classiques, mais la grande pauvreté et la surpopulation y règne.
Cet article présente une liste des camps de réfugiés palestiniens reconnus par l'UNRWA. Elle est présentée par année de création du camp, nom usuel, nombre de réfugiés établis dans ces camps.

## Liste

### Bande de Gaza
La bande de Gaza contient huit camps officiels. Ils hébergeaient 1 070 000 réfugiés en 2001.
- 1948, Al-Shati (Beach camp)
- 1948, Deir el-Balah
- 1948, Jabaliya
- 1948, Khan Younès
- 1949, Bureij
- 1949, Maghazi
- 1949, Nuseirat
- 1949, Rafah camp

### Jordanie
La Jordanie contient dix camps officiels hébergeant 304 430 réfugiés.
- 1949, Zarqa, 17 344
- 1952, Jabal el-Hussein (en), 27 674
- 1955, Amman New Camp (en) (Wihdat), 29 805
- 1967, Souf (en), 14 911
- 1968, Baqa'a, 80 021
- 1968, Husn (ar) (Martyr Azmi el-Mufti), 19 573
- 1968, Irbid, 23512
- 1968, Jerash, 15 696
- 1968, Marka (en), 41 237
- 1968, Talbieh (it), 4 041

### Liban
Le Liban contient douze camps officiels hébergeant 225 125 réfugiés
- 1948, Burj El Barajneh, 19 526
- 1948, Ain el-Helweh, 44 133
- 1948, El-Buss (en), 9 840
- 1948, Wavell (en), 7 357
- 1949, Nahr el-Bared, 28 358
- 1949, Chatila, 11 998
- 1952, Mar Elias, 1 406
- 1954, Mieh Mieh (en), 5 078
- 1955, Beddawi (en), 15 695
- 1955, Burj el-Shemali (en), 18 134
- 1956, Dbayeh, 4 223
- 1963, Rashidieh (en), 24 679

camps détruits
- Dikwaneh, détruit
- Jisr el-Basha, détruit
- Nabatieh (camp) (en), détruit en 1973

### Syrie
La Syrie contient dix camps officiels hébergeant 119 776 réfugiés.
- 1948, Neirab, 17 994 réfugiés
- 1948, Jaramana, 5 007 réfugiés
- 1948, Sbeineh, 19 624 réfugiés
- 1949, Homs, 13 825 réfugiés
- 1949, Khan Eshieh, 15 731 réfugiés
- 1950, Dera'a, 5 916 réfugiés
- 1950, Hama, 7 597 réfugiés
- 1950, Khan Danoun (en), 8 603 réfugiés
- 1967, Dera'a (Emergency) (ar), 5 536 réfugiés
- 1967, Qabr Essit (ar), 16 016 réfugiés

camps de réfugiée « non officiels  » en Syrie
Ces camps sont reconnus par l'UNWRA, mais ne font pas partie des camps officiels. Les réfugiés ont accès à tous les services de l'UNWRA au même titre que ceux qui habitent dans des camps officiels, mais l'agence onusienne n'est pas responsable de l'évacuation des déchets.
- 1955-6, Latakia Camp (en), 6 534 réfugiés
- 1957, Yarmouk, 112 550 réfugiés
- 1962, Ein Al-Tal (ar), 4 329 réfugiés[2]

### Cisjordanie

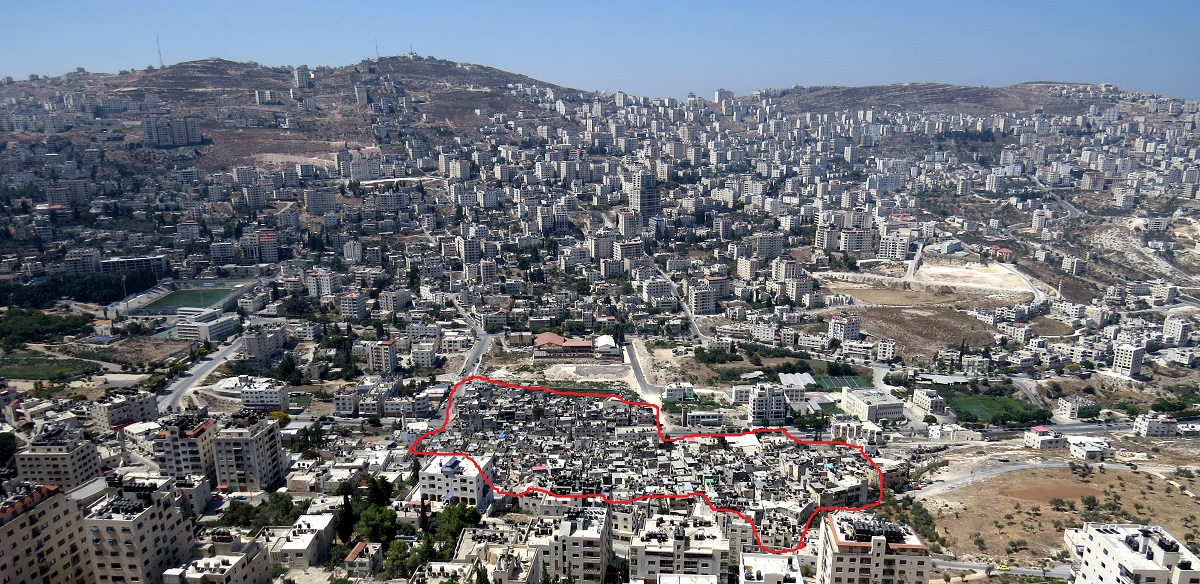
Le camp d'Ein Beit al-Ma près de Naplouse, en Cisjordanie occupée.

La Cisjordanie contient 19 camps officiels hébergeant 176 514 réfugiés.
- 1948, Aqabat Jabr, 5 197
- 1948, Ein el-Sultan, 1 888
- 1949, Am'ari, 8 083
- 1949, Deir Ammar, 2 189
- 1949, Dheisheh, 10 923
- 1949, Far'a, 6 836
- 1949, Fawwar, 7 072
- 1949, Jalazone, 9 284
- 1949, Kalandia, 9 188
- 1950, Aida, 4 151
- 1950, Arroub, 9 180
- 1950, Askar, 13 894
- 1950, Balata, 20 681
- 1950, Beit Jibrin (A'za), 1 828
- 1950, Camp N°1 (Ein Beit el-Maa'), 6 221
- 1950, Toulkarem, 16 259
- 1952, Nur Shams, 8 179
- 1953, Jénine, 14 050
- 1965, Shu'fat, 9 567

Pour les estimations du nombre total de réfugiés palestiniens (dans les camps et hors de camps), voir Diaspora palestinienne.